# Isabella Nielsen
Isabella Nielsen (* 21. August 1995) ist eine dänische Badmintonspielerin. 

## Karriere
Isabella Nielsen stand beim Danish Junior Cup 2011, 2012 und 2013 auf dem Siegerpodest. 2011 siegte sie bei den Israel Juniors. Bei den Greece International 2013 wurde sie Dritte ebenso wie bei den Dutch International 2014 und den Czech International 2014. Im letztgenannten Jahr wurde sie ebenfalls Dritte bei den nationalen Titelkämpfen.